# جوس فان كليف
جوس فان كليف (بالإنجليزية: Joos van Cleve)‏ (و. 1485 – 1540 م) هو رسام من الأراضي المنخفضة الجنوبية، ولد في كليفه، توفي في أنتويرب، عن عمر يناهز 55 عاماً.